# Mylène Halemai
Mylène Halemai est une joueuse de tennis franco-australienne, née le 11 août 2001 à South Durras (Nouvelle-Galles du Sud, Australie). 
Elle a remporté cinq titres en double sur le circuit ITF. Elle a participé aux Internationaux de France 2019, après avoir reçu une invitation en double avec Julie Belgraver. Son meilleur classement WTA en simple, au 794e rang mondial, est obtenu le 31 décembre 2018. En double, elle a atteint la 503e place mondiale le 9 mars 2020.
Élue Miss Wallis-et-Futuna le 26 septembre 2020, elle a représenté cette région à l'élection de Miss France 2021.

## Biographie
Son père,  Sakopo Halemai, coach sportif et ancien champion de karaté, a des origines futuniennes et wallisiennes, et sa mère, Michelle Campbell Taylor, nutritionniste, a des origines aborigènes et écossaises. Mylène Halemai est australienne de naissance. Elle a quatre frères et sœurs, Thierry, Thelesïa, Khalia et Aurelia, qui pratiquent ou ont pratiqué le tennis à haut niveau. Elle a fait une partie de ses études à distance grâce au Cned jusqu'en terminale scientifique. Elle n'a pas passé le baccalauréat, préférant se focaliser sur la compétition. 
Mylène Halemai vit d'abord en Australie pendant sept ans, avant que sa famille déménage en France, à Narbonne puis à Paris.  
Mylène Halemai est licenciée au club de tennis Saint-Georges à Narbonne. En 2015, elle remporte à Roland-Garros son premier titre national dans la catégorie 14 ans, puis elle gagne également la finale du tournoi en double. Elle s'entraîne depuis 2017 au Centre national d’entraînement de la Fédération française de tennis. Sa famille déménage à Wallis en 2019, l'obligeant alors à quitter le centre de formation sportif.

### Concours de beauté
En 2020, elle participe à l'élection de Miss Wallis-et-Futuna et gagne le titre le 26 septembre. Elle devient la première candidate d'origine futunienne à gagner ce titre, et la sixième Miss depuis la création du concours. Elle représente donc la région à Miss France 2021, après 15 années d'absence de la région au concours Miss France. Elle n'est pas sélectionnée parmi les quinze demi-finalistes lors de l'élection nationale, qui a lieu le 19 décembre 2020 au Puy du Fou en Vendée.

### Engagements
Mylène Halemai s'investit dans deux associations : la Fédération associative du handicap et Lea Ki Aluga, Osez, qui lutte contre les violences sexuelles, physiques et morales. Lors de sa participation au concours de Miss France, elle déclare vouloir lutter contre l'obésité, considérant que c'est un problème important depuis une trentaine d'années à Wallis-et-Futuna.